# Liste der denkmalgeschützten Objekte in Stadtschlaining
Die Liste der denkmalgeschützten Objekte in Stadtschlaining enthält die 90 denkmalgeschützten, unbeweglichen Objekte der Gemeinde Stadtschlaining.

## Denkmäler
| Foto |                 | Denkmal                                                                                   | Standort                                                      | Beschreibung | Metadaten |
| ---- | --------------- | ----------------------------------------------------------------------------------------- | ------------------------------------------------------------- | --- | --- |
| ja   | Datei hochladen | Glockenstuhl/Wetterturm, Glockenturm HERIS-ID: 12380 Objekt-ID: 8518                      | bei Altschlaining 19 Standort KG: Altschlaining               | Kleiner quadratischer Bau mit hölzernem Turm aus dem 18. und 19. Jahrhundert mit offenem Dachstuhl. | BDA-Hist.: Q38128739 Status: § 2a Stand der BDA-Liste: 2025-06-30 Name: Glockenstuhl/Wetterturm, Glockenturm GstNr.: 232 Glockenturm Altschlaining       |
| ja   | Datei hochladen | Evangelisches Schul- und Bethaus HERIS-ID: 12384 Objekt-ID: 8522                          | Drumling 45 Standort KG: Drumling                             | Das Evangelische Schul- und Bethaus wurde 1855/56 errichtet und erhielt 1910 seinen Turm. | BDA-Hist.: Q38128920 Status: § 2a Stand der BDA-Liste: 2025-06-30 Name: Evangelisches Schul- und Bethaus GstNr.: 15 Schul- und Bethaus Drumling          |
| ja   | Datei hochladen | Evang. Filialkirche HERIS-ID: 12391 Objekt-ID: 8529                                       | Goberling 200 Standort KG: Goberling                          | Die Evangelische Filialkirche steht oberhalb des Ortes inmitten des Friedhofs. Die einst katholische Kirche ist ein Bau des 13. Jahrhunderts mit noch erhaltenen Schlitzfenstern und Nischen von Rundbogenfenstern im Stil der Romanik. Im Jahr 1957 wurde die Kirche an die evangelische Gemeinde verkauft und erhielt 1959 im Zug einer Restaurierung ihren Westturm. | BDA-Hist.: Q38129189 Status: § 2a Stand der BDA-Liste: 2025-06-30 Name: Evang. Filialkirche GstNr.: 35 Evangelische Filialkirche Goberling               |
| ja   | Datei hochladen | Ehem. Gasthof HERIS-ID: 12396 Objekt-ID: 8534seit 2012                                    | Neumarkt im Tauchental 2 Standort KG: Neumarkt im Tauchental  | Großer dreiseitiger Bau mit Hof in der Ortsmitte. | BDA-Hist.: Q38129419 Status: Bescheid Stand der BDA-Liste: 2025-06-30 Name: Ehem. Gasthof GstNr.: 197 Former inn, Neumarkt im Tauchental 2               |
| ja   | Datei hochladen | Kath. Pfarrkirche, hl. Nikolaus HERIS-ID: 12393 Objekt-ID: 8531                           | Neumarkt im Tauchental 76 Standort KG: Neumarkt im Tauchental | Eine unter Verwendung älteren Mauerwerks im 15. Jahrhundert errichtete Kirche mit gotischem Chor, barockisiertem Schiff und hohem Westturm. Der hochbarocke Hochaltar stammt aus den Jahren 1744/1745. | BDA-Hist.: Q1991884 Status: § 2a Stand der BDA-Liste: 2025-06-30 Name: Kath. Pfarrkirche, hl. Nikolaus GstNr.: 1 Nikolauskirche (Neumarkt im Tauchental) |
| ja   | Datei hochladen | Friedhofskapelle HERIS-ID: 12394 Objekt-ID: 8532                                          | Standort KG: Neumarkt im Tauchental                           | Die Friedhofskapelle hinter der Pfarrkirche an der Spitze des Hügels wurde 1849, nach dem Erlöschen einer Choleraepidemie errichtet. | BDA-Hist.: Q38129369 Status: § 2a Stand der BDA-Liste: 2025-06-30 Name: Friedhofskapelle GstNr.: 2457 Friedhofskapelle (Neumarkt im Tauchental)          |
| ja   | Datei hochladen | Bürgerhaus HERIS-ID: 12421 Objekt-ID: 8561                                                | Baumkircher Gasse 2 Standort KG: Stadtschlaining              | | BDA-Hist.: Q38130299 Status: Bescheid Stand der BDA-Liste: 2025-06-30 Name: Bürgerhaus GstNr.: 17                                                        |
| ja   | Datei hochladen | Bürgerhaus HERIS-ID: 12422 Objekt-ID: 8562                                                | Baumkircher Gasse 4, 6 Standort KG: Stadtschlaining           | | BDA-Hist.: Q38130334 Status: Bescheid Stand der BDA-Liste: 2025-06-30 Name: Bürgerhaus GstNr.: 10, 11, 12                                                |
| ja   | Datei hochladen | Bürgerhaus HERIS-ID: 12418 Objekt-ID: 8558                                                | Baumkircher Gasse 5 Standort KG: Stadtschlaining              | | BDA-Hist.: Q38130191 Status: Bescheid Stand der BDA-Liste: 2025-06-30 Name: Bürgerhaus GstNr.: 214                                                       |
| ja   | Datei hochladen | Bürgerhaus HERIS-ID: 12419 Objekt-ID: 8559                                                | Baumkircher Gasse 7 Standort KG: Stadtschlaining              | | BDA-Hist.: Q38130216 Status: Bescheid Stand der BDA-Liste: 2025-06-30 Name: Bürgerhaus GstNr.: 215 Stadtmuseum Stadtschlaining                           |
| ja   | Datei hochladen | Bürgerhaus HERIS-ID: 12423 Objekt-ID: 8563                                                | Baumkircher Gasse 8 Standort KG: Stadtschlaining              | | BDA-Hist.: Q38130356 Status: Bescheid Stand der BDA-Liste: 2025-06-30 Name: Bürgerhaus GstNr.: 9                                                         |
| ja   | Datei hochladen | Bürgerhaus HERIS-ID: 12420 Objekt-ID: 8560                                                | Baumkircher Gasse 9 Standort KG: Stadtschlaining              | | BDA-Hist.: Q38130255 Status: Bescheid Stand der BDA-Liste: 2025-06-30 Name: Bürgerhaus GstNr.: 216                                                       |
| ja   | Datei hochladen | Bürgerhaus HERIS-ID: 12424 Objekt-ID: 8564                                                | Baumkircher Gasse 10a Standort KG: Stadtschlaining            | Die Fassade des zweigeschoßigen Bürgerhauses weist historistischen Stuckdekor auf. | BDA-Hist.: Q38130365 Status: Bescheid Stand der BDA-Liste: 2025-06-30 Name: Bürgerhaus GstNr.: 3/2                                                       |
| ja   | Datei hochladen | Bürgerhaus HERIS-ID: 12425 Objekt-ID: 8565                                                | Baumkircher Gasse 12 Standort KG: Stadtschlaining             | | BDA-Hist.: Q38130390 Status: Bescheid Stand der BDA-Liste: 2025-06-30 Name: Bürgerhaus GstNr.: 2                                                         |
| ja   | Datei hochladen | Neuer Jüdischer Friedhof HERIS-ID: 12407 Objekt-ID: 8545                                  | bei Baumschulgasse 1 Standort KG: Stadtschlaining             | Der Neue Jüdische Friedhof wurde 1902 westlich des Stadtzentrums angelegt. In den Jahren 1997/98 wurde der Friedhof eingezäunt, und ein Mahnmal wurde errichtet. | BDA-Hist.: Q23636296 Status: § 2a Stand der BDA-Liste: 2025-06-30 Name: Neuer Jüdischer Friedhof GstNr.: 1764/1 Neuer Jüdischer Friedhof Stadtschlaining |
| ja   | Datei hochladen | Bürgerhaus HERIS-ID: 12432 Objekt-ID: 8572                                                | Hauptplatz 1 Standort KG: Stadtschlaining                     | | BDA-Hist.: Q38130549 Status: Bescheid Stand der BDA-Liste: 2025-06-30 Name: Bürgerhaus GstNr.: 178                                                       |
| ja   | Datei hochladen | Bürgerhaus HERIS-ID: 12426 Objekt-ID: 8566                                                | Hauptplatz 2 Standort KG: Stadtschlaining                     | | BDA-Hist.: Q38130400 Status: Bescheid Stand der BDA-Liste: 2025-06-30 Name: Bürgerhaus GstNr.: 40                                                        |
| ja   | Datei hochladen | Synagoge HERIS-ID: 12411 Objekt-ID: 8549                                                  | Hauptplatz 3 Standort KG: Stadtschlaining                     | Die Synagoge gilt als eine der besterhaltenen des Burgenlandes, stammt aus dem frühen 18. Jahrhundert und wurde 1864 umgebaut. Aus der 2. Hälfte des 19. Jahrhunderts stammt auch das Deckengemälde. | BDA-Hist.: Q1642940 Status: Bescheid Stand der BDA-Liste: 2025-06-30 Name: Synagoge GstNr.: 205 Synagoge Stadtschlaining                                 |
| ja   | Datei hochladen | Ehem. Rabbinatshaus HERIS-ID: 12412 Objekt-ID: 8550                                       | Hauptplatz 3 Standort KG: Stadtschlaining                     | Das ehemalige Rabbinatshaus ist auch der Eingang zur hofseitigen Synagoge Stadtschlaining. Derzeit wird es vom Studienzentrum für Frieden und Konfliktlösung genutzt. | BDA-Hist.: Q38129975 Status: Bescheid Stand der BDA-Liste: 2025-06-30 Name: Ehem. Rabbinatshaus GstNr.: 206 Rabbinatshaus Stadtschlaining                |
| ja   | Datei hochladen | Bürgerhaus HERIS-ID: 12433 Objekt-ID: 8573                                                | Hauptplatz 5 Standort KG: Stadtschlaining                     | | BDA-Hist.: Q38130559 Status: Bescheid Stand der BDA-Liste: 2025-06-30 Name: Bürgerhaus GstNr.: 207/2                                                     |
| ja   | Datei hochladen | Stadtbrunnen HERIS-ID: 12403 Objekt-ID: 8541                                              | bei Hauptplatz 5 Standort KG: Stadtschlaining                 | Das achteckige Sandsteinbecken des Stadtbrunnens um eine Mittelpyramide wurde laut Inschrift 1857 errichtet. | BDA-Hist.: Q38129619 Status: § 2a Stand der BDA-Liste: 2025-06-30 Name: Stadtbrunnen GstNr.: 208 Stadtbrunnen Stadtschlaining                            |
| ja   | Datei hochladen | Bürgerhaus HERIS-ID: 12427 Objekt-ID: 8567                                                | Hauptplatz 6 Standort KG: Stadtschlaining                     | | BDA-Hist.: Q38130419 Status: Bescheid Stand der BDA-Liste: 2025-06-30 Name: Bürgerhaus GstNr.: 33                                                        |
| ja   | Datei hochladen | Bürgerhaus HERIS-ID: 12428 Objekt-ID: 8568                                                | Hauptplatz 8, 10 Standort KG: Stadtschlaining                 | Das zweigeschoßige Bürgerhaus weist im Obergeschoß eine Nische mit einer hölzernen Figur der Immaculata aus dem 18. Jahrhundert auf. | BDA-Hist.: Q38130447 Status: Bescheid Stand der BDA-Liste: 2025-06-30 Name: Bürgerhaus GstNr.: 31, 30                                                    |
| ja   | Datei hochladen | Bürgerhaus HERIS-ID: 12429 Objekt-ID: 8569                                                | Hauptplatz 12 Standort KG: Stadtschlaining                    | Das zweigeschoßige Gebäude war einst das Wohnhaus jüdischer Familien. | BDA-Hist.: Q38130463 Status: Bescheid Stand der BDA-Liste: 2025-06-30 Name: Bürgerhaus GstNr.: 24 Hauptplatz 12, Stadtschlaining                         |
| ja   | Datei hochladen | Bürgerhaus HERIS-ID: 12430 Objekt-ID: 8570                                                | Hauptplatz 14 Standort KG: Stadtschlaining                    | Das zweigeschoßige Bürgerhaus mit kreuzgratgewölbter Einfahrt ist am Tor mit 1659 bezeichnet. | BDA-Hist.: Q38130480 Status: Bescheid Stand der BDA-Liste: 2025-06-30 Name: Bürgerhaus GstNr.: 23, 19                                                    |
| ja   | Datei hochladen | Bürgerhaus HERIS-ID: 12431 Objekt-ID: 8571                                                | Hauptplatz 18 Standort KG: Stadtschlaining                    | | BDA-Hist.: Q38130511 Status: Bescheid Stand der BDA-Liste: 2025-06-30 Name: Bürgerhaus GstNr.: 18                                                        |
| ja   | Datei hochladen | Meierhof, Giczy-Haus HERIS-ID: 12413 Objekt-ID: 8551                                      | Klinger Gasse 2, 4 Standort KG: Stadtschlaining               | | BDA-Hist.: Q38130023 Status: Bescheid Stand der BDA-Liste: 2025-06-30 Name: Meierhof, Giczy-Haus GstNr.: 179, 180                                        |
| ja   | Datei hochladen | Bürgerhaus HERIS-ID: 12437 Objekt-ID: 8577                                                | Klinger Gasse 5 Standort KG: Stadtschlaining                  | | BDA-Hist.: Q38130684 Status: Bescheid Stand der BDA-Liste: 2025-06-30 Name: Bürgerhaus GstNr.: 169, 170                                                  |
| ja   | Datei hochladen | Bürgerhaus HERIS-ID: 12434 Objekt-ID: 8574                                                | Klinger Gasse 6, 8 Standort KG: Stadtschlaining               | | BDA-Hist.: Q38130589 Status: Bescheid Stand der BDA-Liste: 2025-06-30 Name: Bürgerhaus GstNr.: 185, 184                                                  |
| ja   | Datei hochladen | Bürgerhaus HERIS-ID: 12435 Objekt-ID: 8575                                                | Klinger Gasse 10 Standort KG: Stadtschlaining                 | | BDA-Hist.: Q38130616 Status: Bescheid Stand der BDA-Liste: 2025-06-30 Name: Bürgerhaus GstNr.: 186                                                       |
| ja   | Datei hochladen | Bürgerhaus HERIS-ID: 12436 Objekt-ID: 8576                                                | Klinger Gasse 12, 14 Standort KG: Stadtschlaining             | | BDA-Hist.: Q38130670 Status: Bescheid Stand der BDA-Liste: 2025-06-30 Name: Bürgerhaus GstNr.: 188/1                                                     |
| ja   | Datei hochladen | Stadtmauer, Teil des ehem. Paulinerklosters HERIS-ID: 12414 Objekt-ID: 8552               | Klosterberg 2 Standort KG: Stadtschlaining                    | Das Mauerstück ist ein Teil der nach 1461 entstandenen Befestigungsanlage, die gemeinsam mit der Stadt von Andreas Baumkircher angelegt wurde. Er stiftete auch ein Kloster der Pauliner, das mit der Pfarrkirche verbunden war. Es wurde aber bereits im 16. Jahrhundert aufgegeben und im 17. Jahrhundert durch einen Brand zerstört. | BDA-Hist.: Q38130035 Status: Bescheid Stand der BDA-Liste: 2025-06-30 Name: Stadtmauer, Teil des ehem. Paulinerklosters GstNr.: 492                      |
| ja   | Datei hochladen | Stadtmauer, Teil des ehem. Paulinerklosters HERIS-ID: 12415 Objekt-ID: 8553               | Klosterberg 4 Standort KG: Stadtschlaining                    | Teil des ehemaligen Paulinerklosters | BDA-Hist.: Q38130074 Status: Bescheid Stand der BDA-Liste: 2025-06-30 Name: Stadtmauer, Teil des ehem. Paulinerklosters GstNr.: 493                      |
| ja   | Datei hochladen | Stadtmauer, Teil des ehem. Paulinerklosters HERIS-ID: 12461 Objekt-ID: 8601               | Klosterberg 6 Standort KG: Stadtschlaining                    | Teil des ehemaligen Paulinerklosters | BDA-Hist.: Q38131340 Status: Bescheid Stand der BDA-Liste: 2025-06-30 Name: Stadtmauer, Teil des ehem. Paulinerklosters GstNr.: 491, 494                 |
| ja   | Datei hochladen | Bürgerhaus HERIS-ID: 12451 Objekt-ID: 8591                                                | Lange Gasse 1 Standort KG: Stadtschlaining                    | | BDA-Hist.: Q38130935 Status: Bescheid Stand der BDA-Liste: 2025-06-30 Name: Bürgerhaus GstNr.: 207/1                                                     |
| ja   | Datei hochladen | Rathaus/Gemeindeamt HERIS-ID: 12438 Objekt-ID: 8578                                       | Lange Gasse 2 Standort KG: Stadtschlaining                    | Das aus dem 19. Jahrhundert stammende Bürgerhaus wurde nach 1945 von der Gemeinde erworben und zum Gemeindeamt adaptiert. | BDA-Hist.: Q38130716 Status: Bescheid Stand der BDA-Liste: 2025-06-30 Name: Rathaus/Gemeindeamt GstNr.: 211 Rathaus Stadtschlaining                      |
| ja   | Datei hochladen | Bürgerhaus HERIS-ID: 12452 Objekt-ID: 8592                                                | Lange Gasse 3 Standort KG: Stadtschlaining                    | | BDA-Hist.: Q38130942 Status: Bescheid Stand der BDA-Liste: 2025-06-30 Name: Bürgerhaus GstNr.: 204                                                       |
| ja   | Datei hochladen | Bürgerhaus HERIS-ID: 12439 Objekt-ID: 8579                                                | Lange Gasse 4, 6 Standort KG: Stadtschlaining                 | | BDA-Hist.: Q38130735 Status: Bescheid Stand der BDA-Liste: 2025-06-30 Name: Bürgerhaus GstNr.: 219, 218                                                  |
| ja   | Datei hochladen | Bürgerhaus HERIS-ID: 12453 Objekt-ID: 8593                                                | Lange Gasse 5 Standort KG: Stadtschlaining                    | | BDA-Hist.: Q38130983 Status: Bescheid Stand der BDA-Liste: 2025-06-30 Name: Bürgerhaus GstNr.: 203                                                       |
| ja   | Datei hochladen | Bürgerhaus HERIS-ID: 12454 Objekt-ID: 8594                                                | Lange Gasse 7, 9, 11 Standort KG: Stadtschlaining             | Die Einfahrt des zweigeschoßigen Bürgerhauses weist Kreuzgratgewölbe aus dem 17. und 18. Jahrhundert auf. | BDA-Hist.: Q38131051 Status: Bescheid Stand der BDA-Liste: 2025-06-30 Name: Bürgerhaus GstNr.: 197, 198, 196                                             |
| ja   | Datei hochladen | Bürgerhaus HERIS-ID: 12440 Objekt-ID: 8580                                                | Lange Gasse 8 Standort KG: Stadtschlaining                    | | BDA-Hist.: Q38130763 Status: Bescheid Stand der BDA-Liste: 2025-06-30 Name: Bürgerhaus GstNr.: 220                                                       |
| ja   | Datei hochladen | Bürgerhaus HERIS-ID: 12441 Objekt-ID: 8581                                                | Lange Gasse 10, 12 Standort KG: Stadtschlaining               | | BDA-Hist.: Q38130781 Status: Bescheid Stand der BDA-Liste: 2025-06-30 Name: Bürgerhaus GstNr.: 230, 229                                                  |
| ja   | Datei hochladen | Bürgerhaus HERIS-ID: 12455 Objekt-ID: 8595                                                | Lange Gasse 13, 15 Standort KG: Stadtschlaining               | | BDA-Hist.: Q38131116 Status: Bescheid Stand der BDA-Liste: 2025-06-30 Name: Bürgerhaus GstNr.: 194, 195                                                  |
| ja   | Datei hochladen | Bürgerhaus HERIS-ID: 12442 Objekt-ID: 8582                                                | Lange Gasse 14, 16, 18, 20 Standort KG: Stadtschlaining       | | BDA-Hist.: Q38130827 Status: Bescheid Stand der BDA-Liste: 2025-06-30 Name: Bürgerhaus GstNr.: 236/2, 235, 236/1                                         |
| ja   | Datei hochladen | Bürgerhaus HERIS-ID: 12456 Objekt-ID: 8596                                                | Lange Gasse 17 Standort KG: Stadtschlaining                   | | BDA-Hist.: Q38131147 Status: Bescheid Stand der BDA-Liste: 2025-06-30 Name: Bürgerhaus GstNr.: 192                                                       |
| ja   | Datei hochladen | Bürgerhaus HERIS-ID: 12457 Objekt-ID: 8597                                                | Lange Gasse 19 Standort KG: Stadtschlaining                   | | BDA-Hist.: Q38131218 Status: Bescheid Stand der BDA-Liste: 2025-06-30 Name: Bürgerhaus GstNr.: 191                                                       |
| ja   | Datei hochladen | Bürgerhaus HERIS-ID: 12443 Objekt-ID: 8583                                                | Lange Gasse 22-24 Standort KG: Stadtschlaining                | | BDA-Hist.: Q38130837 Status: Bescheid Stand der BDA-Liste: 2025-06-30 Name: Bürgerhaus GstNr.: 237                                                       |
| ja   | Datei hochladen | Bürgerhaus HERIS-ID: 12444 Objekt-ID: 8584                                                | Lange Gasse 26 Standort KG: Stadtschlaining                   | | BDA-Hist.: Q38130847 Status: Bescheid Stand der BDA-Liste: 2025-06-30 Name: Bürgerhaus GstNr.: 247                                                       |
| ja   | Datei hochladen | Bürgerhaus HERIS-ID: 12445 Objekt-ID: 8585                                                | Lange Gasse 30 Standort KG: Stadtschlaining                   | | BDA-Hist.: Q38130857 Status: Bescheid Stand der BDA-Liste: 2025-06-30 Name: Bürgerhaus GstNr.: 250                                                       |
| ja   | Datei hochladen | Bürgerhaus HERIS-ID: 12446 Objekt-ID: 8586                                                | Lange Gasse 32 Standort KG: Stadtschlaining                   | | BDA-Hist.: Q38130877 Status: Bescheid Stand der BDA-Liste: 2025-06-30 Name: Bürgerhaus GstNr.: 254                                                       |
| ja   | Datei hochladen | Bürgerhaus HERIS-ID: 12447 Objekt-ID: 8587                                                | Lange Gasse 36, 38 Standort KG: Stadtschlaining               | | BDA-Hist.: Q38130895 Status: Bescheid Stand der BDA-Liste: 2025-06-30 Name: Bürgerhaus GstNr.: 257, 255                                                  |
| ja   | Datei hochladen | Bürgerhaus HERIS-ID: 12448 Objekt-ID: 8588                                                | Lange Gasse 42 Standort KG: Stadtschlaining                   | | BDA-Hist.: Q38130903 Status: Bescheid Stand der BDA-Liste: 2025-06-30 Name: Bürgerhaus GstNr.: 263                                                       |
| ja   | Datei hochladen | Bürgerhaus HERIS-ID: 12449 Objekt-ID: 8589                                                | Lange Gasse 44, 46 Standort KG: Stadtschlaining               | | BDA-Hist.: Q38130913 Status: Bescheid Stand der BDA-Liste: 2025-06-30 Name: Bürgerhaus GstNr.: 265, 266                                                  |
| ja   | Datei hochladen | Bürgerhaus HERIS-ID: 12450 Objekt-ID: 8590                                                | Lange Gasse 50 Standort KG: Stadtschlaining                   | | BDA-Hist.: Q38130930 Status: Bescheid Stand der BDA-Liste: 2025-06-30 Name: Bürgerhaus GstNr.: 272                                                       |
| ja   | Datei hochladen | Evang. Pfarrkirche A.B. HERIS-ID: 12400 Objekt-ID: 8538                                   | Lange Gasse 54 Standort KG: Stadtschlaining                   | Die klassizistische Saalkirche steht im oberen Teil des Marktes. Sie wurde 1783 bis 1787 erbaut und erhielt 1846 den dreigeschoßigen Ostturm mit hohem Zwiebelhelm. Der Kanzelaltar ist spätklassizistisch, die große Orgel wurde 1788 gebaut. | BDA-Hist.: Q34348031 Status: § 2a Stand der BDA-Liste: 2025-06-30 Name: Evang. Pfarrkirche A.B. GstNr.: 275 Protestant Church (Stadtschlaining)          |
| ja   | Datei hochladen | Evangelisches Pfarramt und Gemeindezentrum A.B. HERIS-ID: 47307 Objekt-ID: 50199seit 2013 | Lange Gasse 54 Standort KG: Stadtschlaining                   | | BDA-Hist.: Q38026284 Status: Bescheid Stand der BDA-Liste: 2025-06-30 Name: Evangelisches Pfarramt und Gemeindezentrum A.B. GstNr.: 273                  |
| ja   | Datei hochladen | Friedhofskapelle HERIS-ID: 12406 Objekt-ID: 8544                                          | Oberwarter Straße 51 Standort KG: Stadtschlaining             | | BDA-Hist.: Q38129789 Status: § 2a Stand der BDA-Liste: 2025-06-30 Name: Friedhofskapelle GstNr.: 1844 Friedhofskapelle Stadtschlaining                   |
| ja   | Datei hochladen | Friedhofskreuz HERIS-ID: 12409 Objekt-ID: 8547                                            | Oberwarter Straße 51 Standort KG: Stadtschlaining             | | BDA-Hist.: Q38129879 Status: § 2a Stand der BDA-Liste: 2025-06-30 Name: Friedhofskreuz GstNr.: 1843 Friedhofskreuz Stadtschlaining                       |
| ja   | Datei hochladen | Rochussäule HERIS-ID: 12402 Objekt-ID: 8540                                               | Rochusplatz Standort KG: Stadtschlaining                      | Bei der Rochussäule handelt es sich vielleicht um ein Stück eines gotischen Pfeilers. Die kleine Figur des heiligen Rochus wurde erst 1948 auf die Säule versetzt. | BDA-Hist.: Q38129610 Status: § 2a Stand der BDA-Liste: 2025-06-30 Name: Rochussäule GstNr.: 177/1 Rochussäule Stadtschlaining                            |
| ja   | Datei hochladen | Burg Schlaining mit Mauer und Graben HERIS-ID: 12416 Objekt-ID: 8554                      | Rochusplatz 1 Standort KG: Stadtschlaining                    | 1271 als castrum Zloynuk in einer Urkunde von Ottokar Přemysl erstmals erwähnt. Zu dieser Zeit war sie im Besitz der Güssinger Grafen und ging im 15. Jahrhundert ins Eigentum von Andreas Baumkircher über, der sie stark befestigte. Mitte des 16. Jahrhunderts kam sie in den Besitz der Familie Batthyány. Seit 1980 gehört die Burg dem Land Burgenland und ist Sitz des Österreichischen Studienzentrums für Frieden und Konfliktlösung (ÖSFK). Es ist ein ringförmig geschlossener Komplex mit Bergfried aus dem 12./13. Jahrhundert. Im 15. Jahrhundert wurde die Burg erweitert und ein Mauerring wurde gebaut, im 17. Jahrhundert kam ein tieferer Befestigungsring mit Zwinger, Torhaus und Brücke dazu. | BDA-Hist.: Q785923 Status: Bescheid Stand der BDA-Liste: 2025-06-30 Name: Burg Schlaining mit Mauer und Graben GstNr.: 43, 46 Burg Schlaining            |
| ja   | Datei hochladen | Bürgerhaus HERIS-ID: 12458 Objekt-ID: 8598                                                | Rochusplatz 2 Standort KG: Stadtschlaining                    | | BDA-Hist.: Q38131248 Status: Bescheid Stand der BDA-Liste: 2025-06-30 Name: Bürgerhaus GstNr.: 42                                                        |
| ja   | Datei hochladen | Bürgerhaus HERIS-ID: 12460 Objekt-ID: 8600                                                | Rochusplatz 3 Standort KG: Stadtschlaining                    | | BDA-Hist.: Q38131294 Status: Bescheid Stand der BDA-Liste: 2025-06-30 Name: Bürgerhaus GstNr.: 175                                                       |
| ja   | Datei hochladen | Bürgerhaus HERIS-ID: 12459 Objekt-ID: 8599                                                | Rochusplatz 4 Standort KG: Stadtschlaining                    | | BDA-Hist.: Q38131276 Status: Bescheid Stand der BDA-Liste: 2025-06-30 Name: Bürgerhaus GstNr.: 41/1                                                      |
| ja   | Datei hochladen | Kirchenruine HERIS-ID: 12417 Objekt-ID: 8555                                              | bei Rochusplatz 2 Standort KG: Stadtschlaining                | Die Kirche wurde vermutlich im 15. Jahrhundert gegründet und 1532 durch die Türken zerstört. | BDA-Hist.: Q38130107 Status: Bescheid Stand der BDA-Liste: 2025-06-30 Name: Kirchenruine GstNr.: 37/2, 37/1                                              |
| ja   | Datei hochladen | Mauern, Teil der Stadtmauer HERIS-ID: 33333 Objekt-ID: 30772                              | hinter Badweg 1 Standort KG: Stadtschlaining                  | Das Mauerstück ist ein Teil der nach 1461 entstandenen Befestigungsanlage. | BDA-Hist.: Q37951440 Status: Bescheid Stand der BDA-Liste: 2025-06-30 Name: Mauern, Teil d.Stadtmauer GstNr.: 2 Stadtmauer Stadtschlaining               |
| ja   | Datei hochladen | Mauern, Teil der Stadtmauer HERIS-ID: 33335 Objekt-ID: 30774                              | hinter Baumkircher Gasse 8 Standort KG: Stadtschlaining       | Das Mauerstück ist ein Teil der nach 1461 entstandenen Befestigungsanlage. | BDA-Hist.: Q37951447 Status: Bescheid Stand der BDA-Liste: 2025-06-30 Name: Mauern, Teil d.Stadtmauer GstNr.: 9 Stadtmauer Stadtschlaining               |
| ja   | Datei hochladen | Mauern, Teil der Stadtmauer HERIS-ID: 33336 Objekt-ID: 30775                              | bei Baumkircher Gasse 4 Standort KG: Stadtschlaining          | Das Mauerstück ist ein Teil der nach 1461 entstandenen Befestigungsanlage. | BDA-Hist.: Q37951454 Status: Bescheid Stand der BDA-Liste: 2025-06-30 Name: Mauern, Teil d.Stadtmauer GstNr.: 14 Stadtmauer Stadtschlaining              |
| ja   | Datei hochladen | Mauern, Teil der Stadtmauer HERIS-ID: 33337 Objekt-ID: 30776                              | hinter Hauptplatz 18 Standort KG: Stadtschlaining             | Das Mauerstück ist ein Teil der nach 1461 entstandenen Befestigungsanlage. | BDA-Hist.: Q37951465 Status: Bescheid Stand der BDA-Liste: 2025-06-30 Name: Mauern, Teil d.Stadtmauer GstNr.: 18 Stadtmauer Stadtschlaining              |
| BW   | Datei hochladen | Mauern, Teil der Stadtmauer HERIS-ID: 33338 Objekt-ID: 30777                              | hinter Hauptplatz 2 Standort KG: Stadtschlaining              | Das Mauerstück ist ein Teil der nach 1461 entstandenen Befestigungsanlage. | BDA-Hist.: Q37951474 Status: Bescheid Stand der BDA-Liste: 2025-06-30 Name: Mauern, Teil d.Stadtmauer GstNr.: 36 Stadtmauer Stadtschlaining              |
| ja   | Datei hochladen | Mauern, Teil der Stadtmauer HERIS-ID: 33339 Objekt-ID: 30778                              | hinter Hauptplatz 2 Standort KG: Stadtschlaining              | Das Mauerstück ist ein Teil der nach 1461 entstandenen Befestigungsanlage. | BDA-Hist.: Q37951486 Status: Bescheid Stand der BDA-Liste: 2025-06-30 Name: Mauern, Teil d.Stadtmauer GstNr.: 39 Stadtmauer Stadtschlaining              |
| ja   | Datei hochladen | Mauern, Teil der Stadtmauer HERIS-ID: 33340 Objekt-ID: 30779                              | hinter Klinger Gasse 1 Standort KG: Stadtschlaining           | Das Mauerstück ist ein Teil der nach 1461 entstandenen Befestigungsanlage. | BDA-Hist.: Q37951498 Status: Bescheid Stand der BDA-Liste: 2025-06-30 Name: Mauern, Teil d.Stadtmauer GstNr.: 151/2 Stadtmauer Stadtschlaining           |
| BW   | Datei hochladen | Mauern, Teil der Stadtmauer HERIS-ID: 33341 Objekt-ID: 30780                              | hinter Lange Gasse 8 Standort KG: Stadtschlaining             | Das Mauerstück ist ein Teil der nach 1461 entstandenen Befestigungsanlage. | BDA-Hist.: Q37951508 Status: Bescheid Stand der BDA-Liste: 2025-06-30 Name: Mauern, Teil d.Stadtmauer GstNr.: 220 Stadtmauer Stadtschlaining             |
| ja   | Datei hochladen | Mauern, Teil der Stadtmauer HERIS-ID: 33342 Objekt-ID: 30781                              | hinter Basteigasse 11 Standort KG: Stadtschlaining            | Das Mauerstück ist ein Teil der nach 1461 entstandenen Befestigungsanlage. | BDA-Hist.: Q37951517 Status: Bescheid Stand der BDA-Liste: 2025-06-30 Name: Mauern, Teil d.Stadtmauer GstNr.: 221 Stadtmauer Stadtschlaining             |
| BW   | Datei hochladen | Mauern, Teil der Stadtmauer HERIS-ID: 33343 Objekt-ID: 30782                              | hinter Basteigasse 1 Standort KG: Stadtschlaining             | Das Mauerstück ist ein Teil der nach 1461 entstandenen Befestigungsanlage. | BDA-Hist.: Q37951527 Status: Bescheid Stand der BDA-Liste: 2025-06-30 Name: Mauern, Teil d.Stadtmauer GstNr.: 222 Stadtmauer Stadtschlaining             |
| ja   | Datei hochladen | Mauern, Teil der Stadtmauer HERIS-ID: 33344 Objekt-ID: 30783                              | hinter Basteigasse 1 Standort KG: Stadtschlaining             | Das Mauerstück ist ein Teil der nach 1461 entstandenen Befestigungsanlage. | BDA-Hist.: Q37951537 Status: Bescheid Stand der BDA-Liste: 2025-06-30 Name: Mauern, Teil d.Stadtmauer GstNr.: 223 Stadtmauer Stadtschlaining             |
| ja   | Datei hochladen | Mauern, Teil der Stadtmauer HERIS-ID: 33345 Objekt-ID: 30784                              | hinter Basteigasse 1 Standort KG: Stadtschlaining             | Das Mauerstück ist ein Teil der nach 1461 entstandenen Befestigungsanlage. | BDA-Hist.: Q37951548 Status: Bescheid Stand der BDA-Liste: 2025-06-30 Name: Mauern, Teil d.Stadtmauer GstNr.: 225 Stadtmauer Stadtschlaining             |
| ja   | Datei hochladen | Mauern, Teil der Stadtmauer HERIS-ID: 33346 Objekt-ID: 30785                              | hinter Basteigasse 1 Standort KG: Stadtschlaining             | Das Mauerstück ist ein Teil der nach 1461 entstandenen Befestigungsanlage. | BDA-Hist.: Q37951558 Status: Bescheid Stand der BDA-Liste: 2025-06-30 Name: Mauern, Teil d.Stadtmauer GstNr.: 232 Stadtmauer Stadtschlaining             |
| ja   | Datei hochladen | Mauern, Teil der Stadtmauer HERIS-ID: 33347 Objekt-ID: 30786                              | hinter Basteigasse 3 Standort KG: Stadtschlaining             | Das Mauerstück ist ein Teil der nach 1461 entstandenen Befestigungsanlage. | BDA-Hist.: Q37951569 Status: Bescheid Stand der BDA-Liste: 2025-06-30 Name: Mauern, Teil d.Stadtmauer GstNr.: 233 Stadtmauer Stadtschlaining             |
| ja   | Datei hochladen | Mauern, Teil der Stadtmauer HERIS-ID: 33348 Objekt-ID: 30787                              | hinter Basteigasse 5 Standort KG: Stadtschlaining             | Das Mauerstück ist ein Teil der nach 1461 entstandenen Befestigungsanlage. | BDA-Hist.: Q37951580 Status: Bescheid Stand der BDA-Liste: 2025-06-30 Name: Mauern, Teil d.Stadtmauer GstNr.: 242 Stadtmauer Stadtschlaining             |
| BW   | Datei hochladen | Mauern, Teil der Stadtmauer HERIS-ID: 33349 Objekt-ID: 30788                              | hinter Basteigasse 3 Standort KG: Stadtschlaining             | Das Mauerstück ist ein Teil der nach 1461 entstandenen Befestigungsanlage. | BDA-Hist.: Q37951591 Status: Bescheid Stand der BDA-Liste: 2025-06-30 Name: Mauern, Teil d.Stadtmauer GstNr.: 243 Stadtmauer Stadtschlaining             |
| ja   | Datei hochladen | Mauern, Teil der Stadtmauer HERIS-ID: 33350 Objekt-ID: 30789                              | hinter Basteigasse 5 Standort KG: Stadtschlaining             | Das Mauerstück ist ein Teil der nach 1461 entstandenen Befestigungsanlage. | BDA-Hist.: Q37951601 Status: Bescheid Stand der BDA-Liste: 2025-06-30 Name: Mauern, Teil d.Stadtmauer GstNr.: 244 Stadtmauer Stadtschlaining             |
| ja   | Datei hochladen | Mauern, Teil der Stadtmauer HERIS-ID: 33351 Objekt-ID: 30790                              | hinter Basteigasse 5 Standort KG: Stadtschlaining             | Das Mauerstück ist ein Teil der nach 1461 entstandenen Befestigungsanlage. | BDA-Hist.: Q37951626 Status: Bescheid Stand der BDA-Liste: 2025-06-30 Name: Mauern, Teil d.Stadtmauer GstNr.: 247 Stadtmauer Stadtschlaining             |
| ja   | Datei hochladen | Mauern, Teil der Stadtmauer HERIS-ID: 33352 Objekt-ID: 30791                              | hinter Basteigasse 5 u. 7 Standort KG: Stadtschlaining        | Das Mauerstück ist ein Teil der nach 1461 entstandenen Befestigungsanlage. | BDA-Hist.: Q37951638 Status: Bescheid Stand der BDA-Liste: 2025-06-30 Name: Mauern, Teil d.Stadtmauer GstNr.: 250, 251 Stadtmauer Stadtschlaining        |
| ja   | Datei hochladen | Mauern, Teil der Stadtmauer HERIS-ID: 33353 Objekt-ID: 30792                              | hinter Basteigasse 7 Standort KG: Stadtschlaining             | Das Mauerstück ist ein Teil der nach 1461 entstandenen Befestigungsanlage. | BDA-Hist.: Q37951649 Status: Bescheid Stand der BDA-Liste: 2025-06-30 Name: Mauern, Teil d.Stadtmauer GstNr.: 253 Stadtmauer Stadtschlaining             |
| ja   | Datei hochladen | Mauern, Teil der Stadtmauer HERIS-ID: 33354 Objekt-ID: 30793                              | hinter Basteigasse 7 Standort KG: Stadtschlaining             | Das Mauerstück ist ein Teil der nach 1461 entstandenen Befestigungsanlage. | BDA-Hist.: Q37951662 Status: Bescheid Stand der BDA-Liste: 2025-06-30 Name: Mauern, Teil d.Stadtmauer GstNr.: 254, 260 Stadtmauer Stadtschlaining        |
| ja   | Datei hochladen | Mauern, Teil der Stadtmauer HERIS-ID: 33355 Objekt-ID: 30794                              | hinter Basteigasse 9 Standort KG: Stadtschlaining             | Das Mauerstück ist ein Teil der nach 1461 entstandenen Befestigungsanlage. | BDA-Hist.: Q37951673 Status: Bescheid Stand der BDA-Liste: 2025-06-30 Name: Mauern, Teil d.Stadtmauer GstNr.: 263 Stadtmauer Stadtschlaining             |
| ja   | Datei hochladen | Mauern, Teil der Stadtmauer HERIS-ID: 33356 Objekt-ID: 30795                              | hinter Basteigasse 9 Standort KG: Stadtschlaining             | Das Mauerstück ist ein Teil der nach 1461 entstandenen Befestigungsanlage. | BDA-Hist.: Q37951685 Status: Bescheid Stand der BDA-Liste: 2025-06-30 Name: Mauern, Teil d.Stadtmauer GstNr.: 270 Stadtmauer Stadtschlaining             |
| ja   | Datei hochladen | Bürgerhaus, Alte Schule HERIS-ID: 12405 Objekt-ID: 8543                                   | Vorstadtgasse 9 Standort KG: Stadtschlaining                  | | BDA-Hist.: Q38129696 Status: Bescheid Stand der BDA-Liste: 2025-06-30 Name: Bürgerhaus, Alte Schule GstNr.: 438 Kath. Volksschule Stadtschlaining        |
| ja   | Datei hochladen | Kath. Pfarrkirche hl. Joseph HERIS-ID: 12399 Objekt-ID: 8537                              | bei Vorstadtgasse 6 Standort KG: Stadtschlaining              | Der gotische Kirchenbau mit Strebepfeilern und einem mittelalterlichen Treppentürmchen erhielt mit Architekt Karl Rösner in der Mitte des 19. Jahrhunderts einen schlanken dreigeschoßigen Turm mit Spitzhelm. Auffallend in dem gotischen Portal in der Giebelfassade ist ein Bogenfeldrelief mit dem Wappen der Baumkircher. An den zum Langhaus etwas eingezogenen langen Chor mit einem Fünfachtelschluss und Strebepfeilern schließt sich der barocke Sakristeianbau an. | BDA-Hist.: Q1256582 Status: § 2a Stand der BDA-Liste: 2025-06-30 Name: Kath. Pfarrkirche hl. Joseph GstNr.: 477 Josefskirche (Stadtschlaining)           |
| ja   | Datei hochladen | Flur-/Wegkapelle HERIS-ID: 12401 Objekt-ID: 8539                                          | neben Zur Kapelle 7 Standort KG: Stadtschlaining              | | BDA-Hist.: Q38129583 Status: § 2a Stand der BDA-Liste: 2025-06-30 Name: Flur-/Wegkapelle GstNr.: 80 Flurkapelle Stadtschlaining                          |

## Ehemalige Denkmäler
| Foto |                 | Denkmal                                              | Standort                                     | Beschreibung | Metadaten |
| ---- | --------------- | ---------------------------------------------------- | -------------------------------------------- | ------------ | --- |
| BW   | Datei hochladen | Mauern, Teil der Stadtmauer Objekt-ID: 30773bis 2013 | hinter Badweg 1 Standort KG: Stadtschlaining |              | BDA-Hist.: Q115780550 Status: Bescheid Stand der BDA-Liste: 2013-06-28 Name: Mauern, Teil d.Stadtmauer GstNr.: 3/1 |